# NGC 4603
NGC 4603 (другие обозначения — ESO 322-52, MCG -7-26-28, AM 1238-404, DCL 120, IRAS12382-4042, PGC 42510) — спиральная галактика с перемычкой (SBc) в созвездии Центавр.
Этот объект входит в число перечисленных в оригинальной редакции «Нового общего каталога».